# 麦野英順
麦野 英順（むぎの ひでのり、1957年3月18日 - ）は日本の実業家。北陸銀行特別顧問、富山県公安委員会委員長。日本海ガス監査役、公益財団法人とやま　国際センター副理事長等も務める。

## 人物・経歴
富山県富山市出身。富山大学教育学部附属中学校、富山県立富山中部高等学校を経て、1979年一橋大学商学部卒業、北陸銀行入行。庵栄伸頭取は大学の同期、舟竹泰昭セブン銀行社長は中学・高校の同級生、新田八朗富山県知事は中学・大学の2年後輩にあたる。
金沢駅前支店長、東京支店統括副支店長、八尾支店長、浅草支店長、経営管理部長、本店営業部長を経て、2009年取締役。2010年取締役常務執行役員富山地区事業部本部長、2013年代表取締役会長、兼営業推進本部長、ほくほくフィナンシャルグループ取締役。2014年日本海ガス監査役。同年、金沢星稜大学との間で包括的協定を締結。2016年兼北陸銀行東京地区事業部本部長。2017年富山経済同友会代表幹事に就任。2020年富山県公安委員会委員長。
この間、北陸経済連合会理事、とやま国際センター副理事長、北國芸術振興財団理事、富山シティエフエム取締役、富山マラソン実行委員会顧問、カターレ富山監査役、オイスカ富山県支部顧問、富山県とやま県民活躍・働き方改革推進会議委員、富山市ガラス工芸センター理事等も歴任。
2022年北陸銀行特別顧問。